# Опсаль, Хокон
Хокон Опсаль (норв. Haakon Opsahl, 10 ноября 1905 — 30 мая 2001) — норвежский и канадский шахматист.
Уроженец Норвегии. С начала 1930-х гг. жил в Канаде.
В 1933 г. участвовал в открытом чемпионате США.
В 1936 г. участвовал в чемпионате Канады.
В составе сборной Канады участвовал в шахматной олимпиаде 1939 г.
В составе сборной Норвегии участвовал в шахматной олимпиаде 1950 г.
Жил в провинции Квебек на берегу озера Тимискаминг.

## Спортивные результаты
| Год  | Город        | Соревнование                               | + | − | = | Результат | Место |
| ---- | ------------ | ------------------------------------------ | - | - | - | --------- | ----- |
| 1933 | Детройт      | Открытый чемпионат США                     |   |   |   |           | [ 1 ] |
| 1936 | Торонто      | Чемпионат Канады                           |   |   |   |           | [ 2 ] |
| 1939 | Буэнос-Айрес | VIII Олимпиада (сборная Канады, 3-я доска) | 7 | 3 | 5 | 9½ из 15  |       |
| 1950 | Дубровник    | IX Олимпиада (сборная Норвегии, запасной)  | 0 | 8 | 1 | ½ из 9    |       |